# Propoliopsis arengae
Propoliopsis arengae — вид грибів, що належить до монотипового роду  Propoliopsis. Вперше був знайдений в Бразилії в 1914 році.

## Розповсюдження
Propoliopsis arengae  був знайдений в Бразилії, Гаяні, на Філіппінських островах та на острові Гренада